# Ультос
Ультос (англ. Ultos) — один из вымышленных континентов во вселенной, где происходит действие фантастической саги Джорджа Мартина «Песнь льда и огня» и её экранизаций.
Согласно Мартину, Ультос находится на самом краю мира, к юго-востоку от Эссоса и к востоку от Соториоса. Он отделён от Края Теней Шафрановым проливом и покрыт густыми лесами. Герои «Песни льда и огня» не знают, насколько велик Ультос, и в целом им почти ничего не известно об этом континенте (или большом острове). При этом ясно, что Ультос не соединён сушей сразу с обоими соседними континентами: Элисса Фарман в I веке от Завоевания Эйегона смогла проплыть от Вестероса до Асшая, следуя в западном направлении, а значит, не встретила на своём пути сплошной массив суши.
Впервые Ультос появился на картах, прилагавшихся к романам Мартина. Когда писателя спросили, континент ли это, он ответил, что речь идёт об обширной суше на краю мира, с формальным определением которой он затрудняется, Terra incognita. Название Ультос может быть отсылкой к латинскому ultimus — «последний», «крайний». 
В книгах и сериалах этот континент практически не описывается. Геологи Сиднейского и Мельбурнского университетов смоделировали движение тектонических плит, которое могло привести к образованию Ультоса.